# 卡亚韦勒
卡亚韦勒（法語：Cailhavel，法語發音：[kajavɛl] ⓘ）是法国奥德省的一个市镇，属于利穆区。

## 地理
卡亚韦勒（43°9'43"N, 2°7'35"E）面积5.34 平方千米，位于法国奧克西塔尼大區奥德省，该省份为法国南部沿海省份，北起塔恩省，西北接上加龙省，西接阿列日省，南至东比利牛斯省，东临地中海，东北与埃罗省接壤。
与卡亚韦勒接壤的市镇（或旧市镇、城区）包括：布雷济亚克、卡约、费朗、拉塞尔德普鲁耶、蒙雷阿勒、蒙雷阿勒新城。

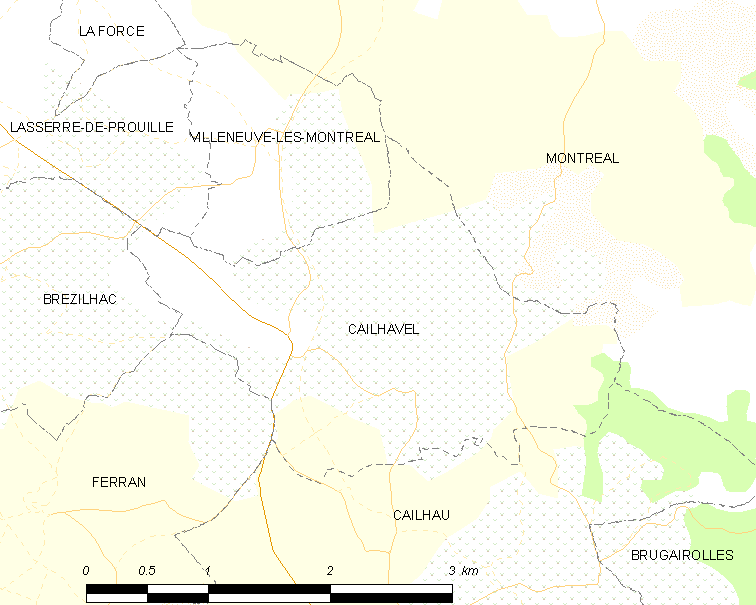
卡亚韦勒的OSM定位图

卡亚韦勒的时区为UTC+01:00、UTC+02:00（夏令时）。

## 行政
卡亚韦勒的邮政编码为11240，INSEE市镇编码为11059。

## 政治
卡亚韦勒所属的省级选区为拉皮耶日欧拉泽斯县。

## 人口

1962-2008年间卡亚韦勒人口变化图示

卡亚韦勒于2022年1月1日时的人口数量为150人。